# یلوه روویانا
یلوه روویانا (نام علمی: Gallirallus rovianae) نام یک گونه از سرده یلوه‌های استرالیا-آرام است. با ظاهر پاهای کشیده و بلند نوک های قهوه ای و اغلب نارنجی و پر های قهوه ای و زرشکی.
این جاندار گیاهخوار است و برای سلامت زندگی خود از گیاهان داخل دریاچه ها همچون *جلبک* تغذیه میکند.